# Miho Takeda (natation)
Pour les articles homonymes, voir Miho Takeda.
Miho Takeda (武田 美保, Takeda Miho), née le 13 septembre 1976 à Kyōto, est une nageuse synchronisée japonaise.

## Carrière
Lors des Jeux olympiques de 1996 à Atlanta, Miho Takeda remporte en ballet avec Miho Kawabe, Junko Tanaka, Rei Jimbo, Mayuko Fujiki, Miya Tachibana, Akiko Kawase, Raika Fujii, Kaori Takahashi et Riho Nakajima la médaille de bronze olympique.
Elle obtient la médaille d'argent olympique dans les deux épreuves de natation synchronisée aux Jeux olympiques d'été de 2000 à Sydney : en duo avec Miya Tachibana et en ballet avec Rei Jimbo, Miya Tachibana, Raika Fujii, Yoko Isoda, Yuko Yoneda, Yoko Yoneda, Juri Tatsumi et Ayano Egami.
Elle réédite cette performance à Athènes pour les Jeux olympiques de 2004. Elle est vice-championne en duo avec Miya Tachibana et en ballet avec Miya Tachibana, Juri Tatsumi, Yoko Yoneda, Michiyo Fujimaru, Saho Harada, Naoko Kawashima, Kanako Kitao et Emiko Suzuki.
Elle intègre l'International Swimming Hall of Fame en 2018.